# Saint-Julien-du-Puy
Saint-Julien-du-Puy è un comune francese di 405 abitanti situato nel dipartimento del Tarn nella regione dell'Occitania.

## Società

### Evoluzione demografica
Abitanti censiti